# Henry Felix Woods

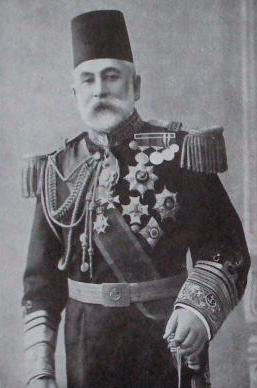
Sir Henry Woods, 1924

Sir Henry Felix Woods (Woods Pasha) (* 18. Juli 1843 auf Jersey; † 18. Februar 1929 in Konstantinopel) war ein britischer Marineoffizier, sowie Admiral und Pascha in der osmanischen Marine.

## Werdegang
Er stammte einer Familie der Yeomanry von Jersey. Im Alter von zehn Jahren begann er am Upper Greenwich Hospital eine fünfjährige Vorbereitung auf die Royal Navy. Danach setzte er seine Ausbildung zum Navigator als Master-Assistent auf der HMS Rollo fort. Er befreundete sich mit Prinz Alfred, Duke of Edinburgh, der auf der Rollo auch gerade seine Ausbildung machte. Zwischen 1858 und 1867 diente er auf einer Vielzahl von Schiffen der Royal Navy in verschiedenen Teilen der Welt. Eine ihrer Aufgaben war die Unterdrückung des Sklavenhandels. 1867 wurde er als Zweiter Kommandierender auf der HMS Caradoc nach Konstantinopel gesandt. Er sollte die Navigation auf dem Schwarzen Meer, an der Einfahrt zum Bosporus verbessern und baute dazu ein Feuerschiff und Baken, um die Einfahrt einfacher zu finden. In der Royal Navy hatte er den Rang eines Lieutenant erreicht. Er hinterließ wohl einen guten Eindruck bei den osmanischen Behörden, so dass diese beantragten, ihn in osmanische Dienste zu überführen (wie auch schon Augustus Charles Hobart). Ende 1869 trat er, im Rang eines Kaymakam (≈Oberstleutnant), in den Dienst des Sultans Abdülhamid II.
1870 heiratete er Sarah Madeline Whittall († 1931), die Tochter des Charlton Whittall Arthur (1816–1866; Kaufmann in Smyrna und Konstantinopel), mit der er vier Kinder hatte:
- Frederick Woods;
- Harold Woods, OBE, Colonel der British Army, Handels-Sekretär in der britischen Botschaft in Konstantinopel;
- Lucy Helen Woods ⚭ 1983 Albertus Paulus Hermanus Hotz;
- Adela Percy Whittall Woods.

Er stieg in den Rang eines Admiral der osmanischen Flotte auf. Eine seiner Aufgaben war es auch, englischsprachige Besucher, wie den Times-Korrespondenten Henri Blowitz, bei der Freitags-Selamlık zu unterhalten, und war damit PR-Mann des Sultans für die englischsprachige Welt. Er bildete Kadetten an der Marine-Schule auf Heybeliada aus. Im russisch-osmanischen Krieg von 1877/78 verteidigte er die Küste, zum Teil mit Minen.
Bei einem versuchten Angriff auf Hobart Paschas Geschwader vor Batumi, einer Hafenstadt im östlichen Schwarzen Meer, konnten zwei intakte Whitehead-Torpedos erbeutet werden. Woods zerlegte sie, entlockte ihnen ihre Geheimnisse und konnte günstig weitere erwerben. Nach dem Krieg wurde er zunächst zum Oberst befördert und wurde Leiter einer Torpedo-Schule an Bord der Hundevendighiar.
Während des Berliner Kongresses 1878 veröffentlichte er in der Londoner Presse Artikel, in denen er die osmanischen Ansprüche auf Batumi verteidigte.
In der Folgezeit wurde er zum Liva Pasha (≈Konteradmiral) und zwischen 1886 und 1889 zum Admiral befördert. Während, oder kurz nach dem Besuch von Prinz Alfred in Konstantinopel, der zu der Zeit Admiral der Mittelmeer-Flotte war, ernannte der Sultan Woods zu seinem Aide-de-camp.
Bis zur Revolution der Jungtürken im Jahr 1908 blieb er Admiral und Berater. Durch die Absetzung des Sultans im folgenden Jahr verlor er auch sein Amt als Aide-de-camp. 1909 war bei der Krönung Sultan Mehmeds V. anwesend und blieb in der osmanischen Hauptstadt bis zum Ausbruch des Ersten Weltkriegs. Nach der Niederlage des Osmanischen Reiches im Jahr 1918 kam er zurück und blieb in Konstantinopel bis zu seinem Tod im Jahre 1929.
1902 er wurde von König Eduard VII. als Knight Commander des Royal Victorian Order (KCVO) geadelt. Er wurde zudem mit dem Osmanje- und Mecidiye-Orden (jeweils erster Klasse) und als Komtur I. Klasse des Hausordens von Sachsen-Coburg ausgezeichnet.

## Autobiografie
- Spunyarn from the Strands of a Sailor's Life Afloat and Ashore. Forty-seven Years Under the Ensigns of Great Britain and Turkey. Hutchinson & Co., London 1924.